# Sýrna
Sýrna (Σύρνα en grec moderne), ou Sirína (Σειρήνα), souvent nommée Agios Ioannis sur les cartes nautiques, est une île grecque de la mer Égée, située à 35 km au sud-est d’Astypalée et 44 km au sud-ouest de Nisyros. Syrna est rattachée administrativement à la commune d’Astypalée dans le nome du Dodécanèse.

## Géographie
C’est une île d’environ 11 km², mesurant 4 km de long sur 2,5 km de large. Le point le plus élevé est une roche volcanique de 322 mètres de haut. Au sud-est de l’île, on rencontre plusieurs îlots rocheux, les îles Tria Nisia, dont la plus grande se nomme Plakida.
Syrna est inhabitée aujourd'hui, on trouve des vestiges de bâtiments sur un promontoire entre deux baies peu profondes dans le sud-ouest de l'île, une chapelle dédiée à Saint Jean et une autre à Saint Georges. Les habitants des autres îles continuent à pratiquer sur Syrna l’élevage, l'agriculture et la pêche.

## Milieu naturel
L’île de Syrna est aride et la végétation est essentiellement composée de genévriers de Phénicie (Juniperus phoenicea) et d’autres plantes de garrigue.

### Conservation
L’île et les îlots qui se trouvent au sud-est sont des lieux de reproductions et de passage d’oiseaux rares, dont le goéland d'Audouin, le puffin cendré et le faucon d'Éléonore. Ceci fait de Syrna un site Natura 2000.

## Histoire
La première colonisation de l'île date de l’âge du bronze moyen (civilisation minoenne). Plusieurs épaves de navires de la période classique ou byzantine ont été trouvées dans les parages de l’île.